# 新民族主义 (罗斯福)
新民族主义是1912年大选期间西奥多·罗斯福的进步政治纲领。

## 演讲
1910年9月1日，罗斯福在堪萨斯州奥萨瓦托米的一次演讲中提到了他所谓的“新民族主义” 。他认为中心问题是政府保护人类福利和财产权，但他也认为人类福利比产权更重要。 他坚持认为，只有强大的联邦政府才能对经济进行监管并保障公正，如果总统能够将保护人类福祉作为他的最高优先事项，那么总统只能成功地使他的经济议程取得成功。 罗斯福认为集中在工业是经济的一个自然组成部分。他希望行政机构（而不是法院）来管理业务。联邦政府应该用来保护劳动的男人，女人和儿童免受剥削。 在政策方面，罗斯福的平台包括进步人士倡导的广泛的社会和政治改革。

## 社会经济政策
在平台要求的社会经济领域
- 国家卫生服务机构，包括所有现有的政府医疗机构
- 社会保险，为老年人，失业者和残疾人提供。
- 罢工有限禁令。
- 妇女的最低工资法。
- 八小时工作制。
- 联邦证券委员会。
- 农场救济。
- 工伤赔偿。
- 遗产税。
- 一个宪法修正案，以允许联邦所得税。

## 选举改革
提议的选举改革包括在内
- 妇女的选举权。
- 参议员直接选举。
- 初选的州和联邦的提名。

## 反公司王国提案
然而，该提案的主题是对他所认为的商业利益对政治的统治的攻击，据称这些商业利益控制了既定的政党。该提案断言
要摧毁这个无形的政府，解散腐败的商业与腐败政治之间的不圣洁联盟，是当时政治家的首要任务。
为此，该提案呼吁：
- 对政治竞选捐款的严格限制和披露要求。
- 说客登记。
- 记录和公布国会委员会程序。

## 影响和比较
1909年Herbert Croly撰写的“美国生活的承诺 ”一书影响了西奥多·罗斯福。 新民族主义与伍德罗威尔逊的新自由政策形成了鲜明对比，后者推动了反托拉斯改革，降低关税，银行和货币改革。
根据路易斯·L·古尔德的说法，“进步党并没有像富兰克林·罗斯福的新政那样走得太远，但它代表了朝这个方向迈出了一大步。”

## 语录
- “我不要求过度集中化;但我确实要求当我们为整个人民所关心的问题工作时，我们本着广泛而深远的民族主义精神开展工作。我们都是美国人。我们的共同利益与就像我在纽约或格鲁吉亚所说的那样，我在堪萨斯州与你交谈，因为最重要的问题是影响我们所有人的问题。“
- “任何争取健康自由的斗争的实质一直是而且必须始终是从一些男人或一类人中获得享有权力，财富，地位或豁免权的权利，这些权利是服务无法获得的。对于他或他们的同伴来说，这就是你在南北战争中所争取的，这就是我们现在所追求的目标。“
- “如果荣幸地获得并且使用得当，我们就不会吝啬任何人在民间生活中的财富。如果没有对社区造成损害，我们就应该获得这些财富。我们应该只有获得代表才能获得它。对社区有益。“

## 延伸阅读
- La Forte，Robert S.（1966年夏）。“西奥多·罗斯福的Osawatomie演讲” （页面存档备份，存于）。堪萨斯历史季刊。32（2）：187-200。 线上 （页面存档备份，存于）